# Louis Jauffret
Louis Jauffret (Monginevro, 21 febbraio 1943) è un ex sciatore alpino francese.

## Biografia
Sciatore polivalente com maggior propensione allo slalom speciale, Louis Jauffret fece parte della nazionale francese che dominò lo sci alpino tra gli anni 1960 e i primi anni 1970; debuttò in campo internazionale in occasione della discesa libera del trofeo Arlberg-Kandahar 1962 (Sestriere, 10 marzo) classificandosi 68º, nella stagione 1964-1965 si piazzò 2º nella combinata del Critérium de la première neige (Val-d'Isère, 16-19 dicembre) e ai Mondiali di Portillo 1966 (5-14 agosto), sua unica presenza iridata, vinse la medaglia di bronzo nello slalom speciale, la sola gara nella quale prese il via.
Nella stagione 1966-1967 fu 3º nello slalom speciale del Critérium de la première neige (Val-d'Isère, 14-18 dicembre) e partecipò alla prima stagione della Coppa del Mondo: esordì nella gara inaugurale, lo slalom speciale disputato il 5 gennaio 1967 a Berchtesgaden (16º), ottenne il primo piazzamento a punti il 15 gennaio a Wengen nella medesima specialità (4º) e conquistò sempre in slalom speciale i due podi della sua carriera: il 22 gennaio a Kitzbühel, 3º alle spalle del connazionale Jean-Claude Killy e dello svedese Bengt-Erik Grahn, e il 5 febbraio seguente a Madonna di Campiglio, 2º dietro al compagno di squadra Guy Périllat. Fu quello anche il suo ultimo piazzamento a punti nel circuito, nel quale prese per l'ultima volta il via il 21 gennaio 1968 a Kitzbühel in slalom speciale (37º); non prese parte a rassegne olimpiche. Era marito di Christine Terraillon, a sua volta sciatrice alpina.

## Palmarès

### Mondiali
- 1 medaglia:
  - 1 bronzo (slalom speciale a Portillo 1966)

### Coppa del Mondo
- Miglior piazzamento in classifica generale: 10º nel 1967
- 2 podi (entrambi in slalom speciale):
  - 1 secondo posto
  - 1 terzo posto